# Albert A. Michelson
Pour les personnes ayant le même patronyme, voir Michelson.

Schéma du dispositif Fizeau-Foucault et de son amélioration par Michelson

Albert Abraham Michelson, né le 19 décembre 1852 à Strelno en Prusse dans la province de Posnanie et mort le 9 mai 1931 à Pasadena, en Californie, est un physicien américain. Il a reçu le prix Nobel de physique de 1907 « pour ses instruments optiques de précision et les études spectroscopiques et métrologiques qu'il a menées grâce à ces appareils », devenant ainsi le premier récipiendaire américain du prix de physique. Il reçut par ailleurs la médaille Copley la même année.

## Biographie
Albert Michelson nait de parents juifs en décembre 1852. Sa famille émigre aux États-Unis trois ans plus tard, s'installant dans la ville de Virginia City (Nevada), avant de déménager à San Francisco où il poursuit ses études. Cadet de l'École navale des États-Unis en 1869, puis officier de marine diplômé en 1873, il devient instructeur en physique-chimie de 1875 à 1879 après deux ans aux Antilles. En poste à l'observatoire naval des États-Unis en 1879, il part l'année suivante en Europe pour la poursuite de ses études. Après ses passages aux universités de Berlin et Heidelberg en Allemagne ainsi qu'au collège de France et à l'École poytechnique,, il retourne aux États-Unis pour être professeur de physique à Cleveland. Il obtient ensuite ce même poste à Worcester en 1890 puis à Chicago en 1892. Il rejoint de nouveau la marine pendant la première guerre mondiale, au terme de laquelle il retourne à Chicago.
Son influence scientifique est particulièrement importante en optique. Ses travaux le menèrent à mesurer à grande précision la vitesse de la lumière : entre 1924 et 1926, il effectue des mesures entre le mont Wilson et le mont San Antonio (en) (distants de 35 km) en Californie, obtenant ainsi une valeur de  299 796 ± 4 km/s dans le vide, ce qui resta pendant plusieurs années une référence. Il crée en 1881 son interféromètre. Il reçoit en 1907 le prix Nobel de physique et la médaille Copley. Il est également lauréat de la médaille Franklin en 1923.
La résolution de son interféromètre de 1881 étant trop proche de l'écart qu'il voulait mesurer, ce n'est qu'à la suite de son association avec Edward Morley en 1887 que les problèmes de l'existence de l'éther et de l'invariance de la vitesse de la lumière furent posés, résolus en 1905 par la théorie de la relativité restreinte.
Michelson contribua à la mise au point de la technique de la synthèse d'ouverture, imaginée par Hippolyte Fizeau, pour déterminer le diamètre apparent des étoiles par des méthodes interférométriques.
Michelson est décédé à Pasadena en 1931.

## Travail scientifique

### Motivation de son travail
Beaucoup des travaux de Michelson visaient à établir la vitesse de la lumière par rapport à un système de référence absolu hypothétique. On considère à l'époque que l'univers est plongé dans l'éther, support de propagation de la lumière. Michelson s'attendait à ce que la vitesse de la lumière dépende du mouvement de la Terre par rapport à l'éther, ce qui le conduit à utiliser un système interférométrique.
Cette mesure de vitesse à effectuer l'a mené à élaborer un interféromètre : en faisant interférer deux rayons issus d'un même rayon puis suivant des trajectoires orthogonales, Michelson put étudier les franges d’interférence et leur variation lors de la rotation de son appareil pour en déduire le retard des rayons séparés.

### Interféromètre de Michelson
L'interféromètre de Michelson est un instrument optique construit pour permettre la démonstration de l'existence de l'éther (substance supposée véhiculer la lumière). C'est un interféromètre à division d'amplitude, c'est-à-dire qu'il fait interférer deux faisceaux issus d'un même faisceau source ayant été dissociés par une lame semi réfléchissante. Les chemins optiques parcourus par les deux faisceaux sont réglables en faisant se translater deux miroirs sur lesquels ils se reflètent avant d’interférer.

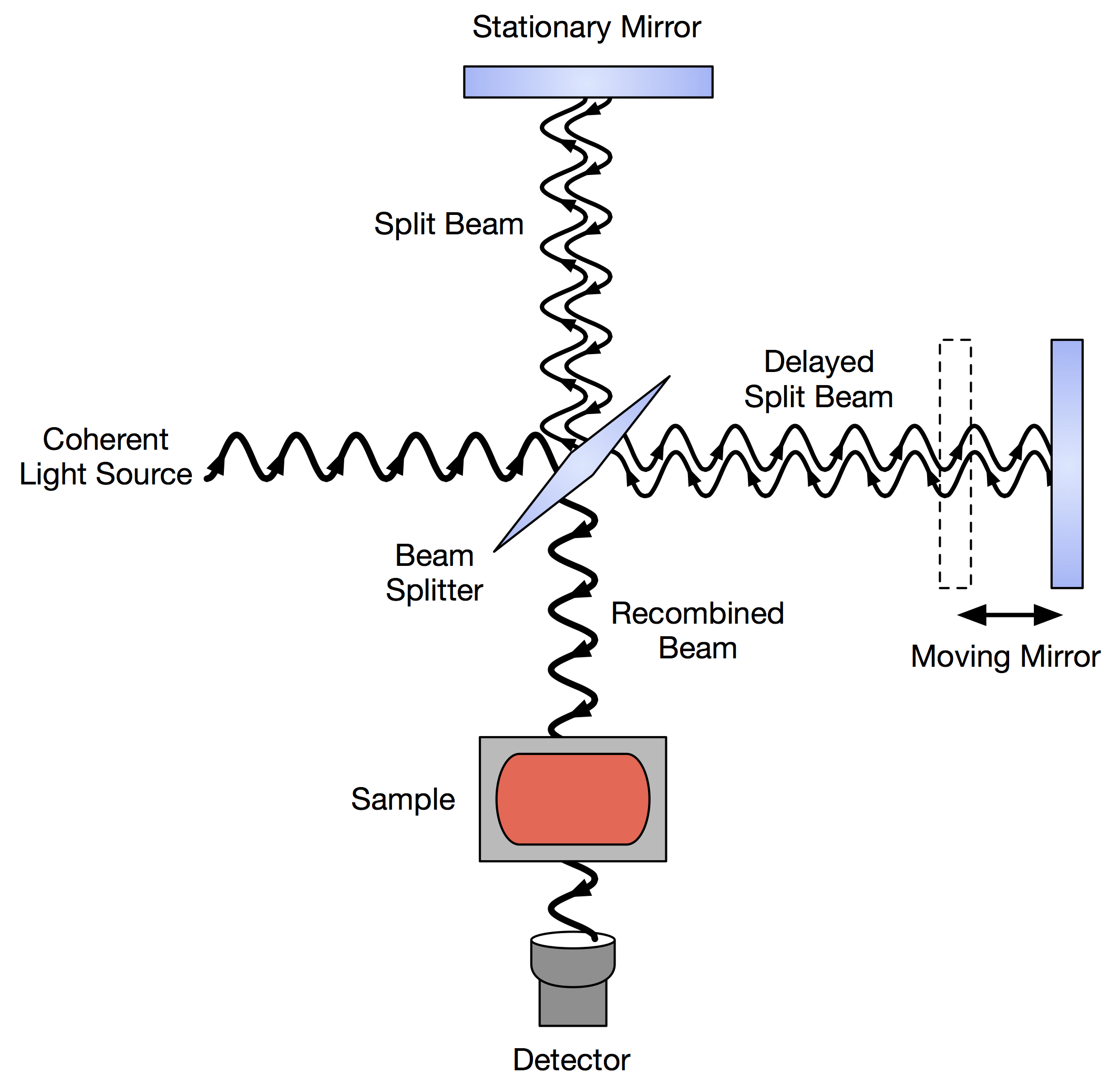
Schéma de principe d'un interféromètre de Michelson.

L'interféromètre de Michelson est toujours utilisé pour la mesure de la planéité des dispositifs optiques.

### Expérience de Michelson et Morley
L’expérience de Michelson et Morley (1887) avait pour objectif de démontrer l'existence de l'éther, milieu dans lequel on supposait que se propageait la lumière. Elle consistait à mesurer la différence de la vitesse de la lumière entre deux directions perpendiculaires, à six mois d’intervalle. L’expérience fut considérée comme un échec puisque les différences attendues ne purent être constatées. Ce n'est que plus tard que Hendrik Lorentz interprète ces résultats comme étant l'expression d'une réalité physique inattendue, à savoir le caractère absolu de la vitesse de la lumière[réf. à confirmer].

### L'interférométrie stellaire
Hippolyte Fizeau avait montré vers 1865 à l'Académie des sciences la possibilité théorique de mesurer le diamètre apparent des astres par interférences de la lumière stellaire, et un prototype avait été fabriqué par M. Stephan, alors directeur de l’Observatoire de Marseille. On ignore toutefois si Michelson était au courant de ces recherches, mais il exploite à son tour cette idée à partir de 1890.
Adaptant un interféromètre à deux fentes à un télescope de 305 mm, Michelson entreprit en 1891 de mesurer le diamètre apparent des quatre satellites de Jupiter, et constata une concordance excellente avec les données publiées. Il lui fallut pourtant encore 25 années de recherches avant de construire le premier interféromètre stellaire opérationnel : appareil qui renvoyait la lumière sur deux réflecteurs plans écartés de 6 m sur le miroir de 2,5 m du télescope de l’Observatoire du Mont Wilson.
Munis de cet instrument, Michelson et Francis G. Pease (1881–1938) purent réaliser de nouvelles mesures de diamètre : d'abord celui de Bételgeuse, qu'ils fixèrent en décembre 1920 à 390 millions de kilomètres, soit à peu près le diamètre de l'orbite de Mars; ainsi la géante rouge Bételgeuse se trouvait avoir 300 fois la taille du Soleil. Hale (1921) indique qu'avec un écartement des fentes {\displaystyle D} de 6 pieds, la figure d'interférences était encore bien visible. Elle était très atténuée à l'écartement de 8 pieds, et avait complètement disparu à 10 pieds. Considérant une longueur d'onde moyenne de 550 nm, on pouvait en déduire un diamètre apparent de 0,045″.
Suivirent six autres mesures. Forts de ces premiers succès, ils entreprirent la construction d'un nouvel interféromètre, aux miroirs écartés cette fois de 15 m ; mais cet appareil perfectionné ne permit d'obtenir qu'un seul nouveau diamètre, et les campagnes de mesures reprirent jusqu'en 1931.

## Distinctions
- Prix Rumford en 1888 pour ses mesures de la vitesse de la lumière et sa contribution à l'étude de l'éther[17].
- Médaille Matteucci en 1903[18].
- Médaille Copley en 1907[18].
- Prix Nobel de physique en 1907 pour ses instruments optiques de précision ainsi que les études spectroscopiques et métrologiques menées avec ceux-ci. Ce prix est obtenu alors qu'il est affilié à l'université de Chicago[19].
- Médaille Elliott Cresson en 1912.
- Médaille Henry Draper de l'Académie nationale des sciences (États-Unis) en 1916 pour ses importantes et nombreuses contributions à la spectroscopie et à la physique astronomique[20].
- Prix Jules Janssen en 1922, décerné par la Société astronomique de France.
- Médaille Franklin en 1923, décernée par l'institut Franklin.
- Médaille d'or de la Société royale d'astronomie en 1923.

## Postérité
- L'épisode 26 de la saison 3 de Bonanza, intitulé Look To The Stars (tourné en 1962), raconte de façon romancée l'adolescence de Michelson à Virginia City.
- Le prix Michelson[21] récompense depuis 2010 des scientifiques qui contribuent au progrès de l'interférométrie stellaire optique. Il est remis conjointement par l'Union astronomique internationale et l'Institut du Mont Wilson.

## Œuvre scientifique
- Light Waves and Their Uses (1899-1903, ouvrage de physique)[22]
- A. Michelson, Velocity of Light : The Man Who Measured the Speed of Light, Honeywell, 1902 (réimpr. 1964), 114 p.
- Studies in Optics (1927, ouvrage de physique)[23].